# Ciudadela de Port-Louis (Bretaña)
La Ciudadela de Port-Louis es una ciudadela construida en el siglo XVI por el ejército español y modificada en el siglo XVII por el ejército francés. Se sitúa en la localidad de Port-Louis (Morbihan, Francia) y protege el acceso al estuario del Blavet (Lorient). 
Actualmente ha perdido su valor militar, está abierta al turismo y acoge dos museos en su interior. La ciudadela, junto a las murallas, están catalogadas como Monumento Histórico desde 1948.

## Historia

### Origen español
Pese a que hubo un primer proyecto de fortificación del acceso al estuario del Blavet en 1486 por parte del duque de Bretaña Francisco II debido a la importancia estratégica del lugar, durante gran parte del siglo XVI solo se realizaron algunas obras de fortificación de la localidad adyacente.
Fue en el marco de las guerras de religión de finales del siglo XVI cuando las tropas del Duque de Mercœur ocuparon Hennebont y el 11 de junio de 1590 Port-Louis, que pasó a ser protegida por tropas españolas.
El arquitecto Cristóbal de Rojas comenzó a construir a finales de año un fuerte denominado Fuerte del Águila debido al nombre del gobernador militar, Juan del Águila, y unos meses después los dos bastiones del frente de tierra comenzaron a tomar forma.
La guarnición española ocupó la plaza hasta la Paz de Vervins en 1598. El nuevo gobernador francés, el Mariscal De Brissac, destruyó parcialmente la ciudadela para evitar una nueva ocupación española, si bien se conservaron los bastiones del frente de tierra, una cortina de muralla, las bases del puente de acceso al igual que los cuarteles para la tropa.

### La ciudadela francesa
El valor estratégico del lugar hizo que se volviese a proyectar la defensa de Port-Louis durante el reinado de Luis XIII, rey a quien debe precisamente su nombre. Finalmente se volvió a construir una ciudadela de mayor tamaño que englobó las construcciones precedentes y que quedó terminada en 1642.
Desde entonces la ciudadela de Port-Louis pasó a ser el elemento clave de la defensa del estuario, muy activo tanto en siglo XVII como en el XVIII en el comercio colonial a través de la Compañía francesa de Indias.
La ciudadela fue mantenida, ampliada y adaptada a las nuevas necesidades militares a lo largo de todo el siglo XVIII y XIX, hasta llegar al siglo XX, cuando si bien perdió su valor militar, todavía participó en el sistema de defensa de la base de submarinos alemanes U-boot establecida en Lorient durante la II Guerra Mundial, sirviendo igualmente de prisión, de centro de tortura y de lugar de ejecución de resistentes franceses.
Hoy en día la ciudadela ha sido restaurada y se encuentra en buen estado de conservación. Alberga un semáforo marítimo y dos museos: el Museo de la Compañía de Indias y el Museo Marítimo Nacional.
| Vistas de la ciudadela de Port-Louis                                                                               |
| Vistas generales                                                                                                   |
| --- |
| - Vista desde Larmor-Plage - Vista desde el estuario - Vista desde el canal - Vista panorámica                     |
| Entrada a la ciudadela                                                                                             |
| - Primera puerta de entrada - Puente de acceso - Segunda puerta de entrada - Frontón de la segunda puerta          |
| Murallas |
| - Garita - Cortina sur                                                                                             |
| Edificios interiores                                                                                               |
| - Patio principal - Edificios interiores y semáforo marítimo - Museo nacional de marina - Museo nacional de marina |